# 박희준 (축구 선수)
박희준(朴熙俊, 2002년 1월 5일 ~ ) 은 대한민국의 축구선수이다. 현 파주시민축구단에서 뛰고 있다.

## 클럽 경력
2021 시즌을 앞두고 수원 삼성 블루윙즈에 입단하면서 커리어를 시작했다. 입단 직후 K3리그 김해시청 축구단으로 임대되었다.